# Redemptoris Mater (encyclique)
Pour les articles homonymes, voir Redemptoris Mater.
Redemptoris Mater est une encyclique de Jean-Paul II donnée le 25 mars 1987, sur la bienheureuse Vierge Marie dans la vie de l'Église en marche.

## Plan
- Introduction
- Première partie : Marie dans le Mystère du Christ
- Deuxième partie : la Mère de Dieu au centre de l'Église en marche
- Troisième partie : La Médiation maternelle
- Conclusion